# 유하 (가수)
유하(본명: 임유하, 1999년 9월 21일 ~ )는 대한민국의 가수이다. 2020년 9월 첫 번째 싱글 'ISLAND'를 발표하며 데뷔했다.

## 방송
- 아티스탁 게임 (2022) - Top48(32위)

## 음반
- ISLAND (2020)
- 오늘 조금 취해서 그래 (Abittipsy) (2021)
- 품 (2021)
- 故김현식 30주기 헌정앨범 “추억 만들기” Part 7 (2021)
- Cherry On Top (2021)
- 故 김현식 30주기 헌정앨범 "추억 만들기" (2021)
- Sweet-Tea (2021)
- ISLAND (Tez Cadey Remix) (2022)
- love you more, (2022)

## 공연
- STRAW MUSIC WITH 유니버설 뮤직 코리아 (2021)
- MU:CON 2021 (2021)
- 2021 K-Music Week KMW (2021)